# Ingo Swann
Ingo Swann (ur. 14 września 1933 w Telluride, zm. 1 lutego 2013 w Nowym Jorku) – amerykański parapsycholog, malarz, artysta, były wojskowy, pisarz (autor kilku książek, m.in. o parapsychologii, z czego najbardziej znane to „Penetracja” oraz „Ponad umysł i zmysły”), głównie znany jednak jako parapsycholog i medium. Pracował w Stanford Research Institute International, Amerykańskim Towarzystwie Badań Parapsychicznych (ASPR – American Society for Psychical Research). Stworzył podstawy współczesnej parapsychologii, w tym przyczynił się do utworzenia nowej terminologii oraz badań nad tak zwanym postrzeganiem pozazmysłowym (ang. remote viewing).

## Życiorys

### Dzieciństwo
Ingo Swann przyznawał, że jako dziecko doświadczył wielu przeżyć paranormalnych.

### Wojsko
Ingo Swann studiował biologię i sztukę, nie mógł jednak kontynuować studiów i zaciągnął się do armii. Przeszedł szkolenie w Forcie Knox, jako wojskowy był w Korei i na Dalekim Wschodzie, aż do roku 1958, kiedy to podjął decyzję o powrocie do Nowego Jorku i rozpoczęciu kariery artysty.

### ONZ
Ingo Swann przez dziesięć lat pracował w Organizacji Narodów Zjednoczonych. W tym czasie intensywnie zajmował się socjologią. Swann interesował się wrotami postrzegania (dzięki książce „Wrota postrzegania” Aldousa Huxleya) i badał pod tym względem struktury społeczne – jakie warunki socjalne umożliwiają powstanie twórczego społeczeństwa „otwartych drzwi”, a jakie – społeczeństwa stłumionego i zamkniętego.

### Parapsychologia

#### ASPR
Pod koniec lat 60., dzięki znajomości z artystką Buell Mullen, wszedł w kręgi wytwornego towarzystwa nowojorskiego, gdzie w celach rozrywkowych organizowane były spotkania z sensytywnymi i mediami.
Jednym z mężczyzn, których Swann poznał na przyjęciach, był John Wingate – profesor na Uniwersytecie w Nowym Jorku. Był on członkiem Amerykańskiego Towarzystwa Badań Parapsychicznych (ASPR), najstarszego, założonego w 1885 roku związku parapsychologicznego oraz instytucji badawczej w USA. Wingate w 1971 roku wprowadził Ingo Swanna do ASPR i dzięki temu pośrednio przyczynił się do zainicjowania badań nad postrzeganiem pozazmysłowym (ang. Remote Viewing.)
Ingo Swann odnosił wspaniałe rezultaty w badaniach, współpracował np. z Cleve’em Backsterem (twórcę Efektu Backstera). Sukcesy Swanna szybko obiegły świat nauki i do testów zaprosili go znani parapsycholodzy i współpracownicy ASPR – Gertrude Schmeidler (profesor na Uniwersytecie Miejskim w Nowym Jorku), oraz Karlis Osis (dyrektor badań w ASPR).

#### SRI International
W lutym 1972 roku pojawiła się pogłoska, jakoby Ingo Swann był szpiegiem Rona Hubbarda i został usunięty z Amerykańskiego Towarzystwa Badań Parapsychicznych. Jednak Backster polecił go Haroldowi Puthoffowi z SRI International, z którym później prowadził badania na zlecenie CIA. W SRI w protokołach badania otrzymały swoją nazwę: "Postrzeganie Pozazmysłowe" (ang. Remote Viewing), a nazwa w późniejszych latach zakorzeniła się w obszarze anglojęzycznym i wyparła dotychczasowe określenia telepathy (telepatia), clairvoyance (jasnowidzenie) i precognition (prekognicja). W języku polskim od lat  używa się określenia "postrzeganie pozazmysłowe", a dla osoby dokonującej obserwacji "remote viewer" ; po prostu "obserwator".

#### Postrzeganie pozazmysłowe
Ingo Swann w czasie eksperymentów zaproponował termin "postrzeganie pozazmysłowe" (ang. Remote Viewing) w 1971 r., który przyjęto. We współpracy ze znanym ufologiem Jacquesem Vallée stworzył RV według współrzędnych, które następnie udoskonalił do Coordinate Remote Viewing.

### Śmierć
Ingo Swann zmarł 1 lutego 2013 roku. Nie dokończył swojej ostatniej książki.

## Dalsza lektura
- Elmar R. Gruber – „Tajny świat parapsychologii”
- Ingo Swann – „Penetracja”
- Joseph McMoneagle – „Wędrujący umysł”